# Hôtel Banke
L’hôtel Banke est un établissement 5 étoiles situé à Paris dans le quartier de l'Opéra, doté de 91 chambres, et dont la particularité est d'être situé dans les anciens locaux d'une banque. Il appartient au groupe hôtelier espagnol Derby Hotels.

## Historique
La reine Hortense de Beauharnais, dite Hortense de Hollande, fit construire au XVIIIe siècle des jardins situés à l'emplacement actuel, entre le 18 et le 22 de la rue Lafayette [réf. nécessaire]. 
En 1908, la Banque suisse et française fit construire son siège au 20 de la rue Lafayette. Il est l'œuvre des architectes Paul Friesé et Joseph Cassien-Bernard. Après sa fusion avec la Caisse de crédit de Nice et la Maison Aynard et fils, cette banque devient le Crédit commercial de France, conservant le siège de la rue Lafayette. Lors du rachat du CCF par le groupe HSBC, le bâtiment est dans un premier temps conservé, avant d'être cédé.
En 2009, le groupe espagnol Derby Hotels, dirigé par l'homme d'affaires catalan Jordi Clos, fait l'acquisition des locaux de cette ancienne banque, pour le transformer en hôtel de luxe, classé 5 étoiles depuis 2014.

## Caractéristiques

### Architecture et décor
Le bâtiment a été conçu en 1908 par les architectes Paul Friesé et Joseph Cassien-Bernard.

### Collections archéologiques
L'hôtel a conservé certains parties de l'ancienne banque, réaménagées pour servir de décor lors de réceptions. On peut ainsi visiter l'ancienne salle des coffres, ou la salle du Conseil.
Le propriétaire du groupe Derby Hotels a développé un goût prononcé pour l'archéologie. Passionné d'égyptologie, il a soutenu en tant que mécène la création du Musée égyptien de Barcelone. L'hôtel Banke présente ainsi, à chaque étage, une mini collection archéologique, associée à la décoration des chambres de l'étage concerné.